# Odakyū série 20000
La série 20000 (20000形, 20000-gata) était un type de rame automotrice électrique exploité par la compagnie Odakyu sur les services Romancecar au Japon. Elle est aussi appelée Romancecar RSE (Resort Super Express).

## Description
La série comprend deux exemplaires fabriqués par Nippon Sharyo et Kawasaki Heavy Industries. Chaque rame comprend sept voitures, dont deux voitures à deux niveaux où était située la première classe et des compartiments privés.

## Histoire
Les rames de la série 20000 ont été introduites le 16 mars 1991. La série a remporté un Blue Ribbon Award en 1992.
Les rames effectuent leurs derniers trajets pour Odakyu le 16 mars 2012. Une rame a été raccourcie à 3 voitures et vendue à la compagnie Fujikyu qui l'exploite sous le nom de série 8000. Deux voitures sont exposées au Romancecar Museum à Ebina.

## Services
Les rames étaient affectées aux services Asagiri entre Shinjuku et Gotemba.

## Galerie photos

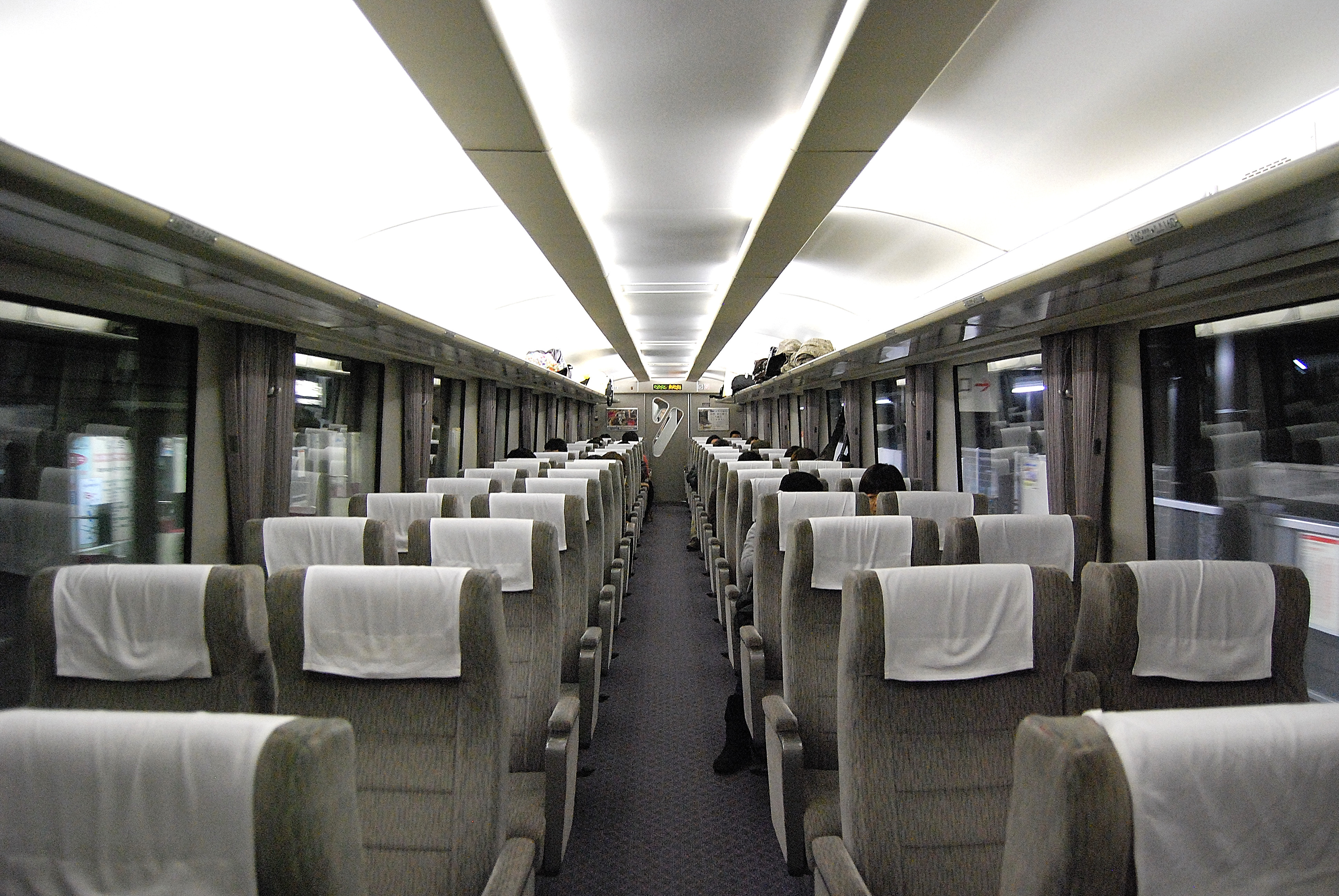
Aménagement intérieur.
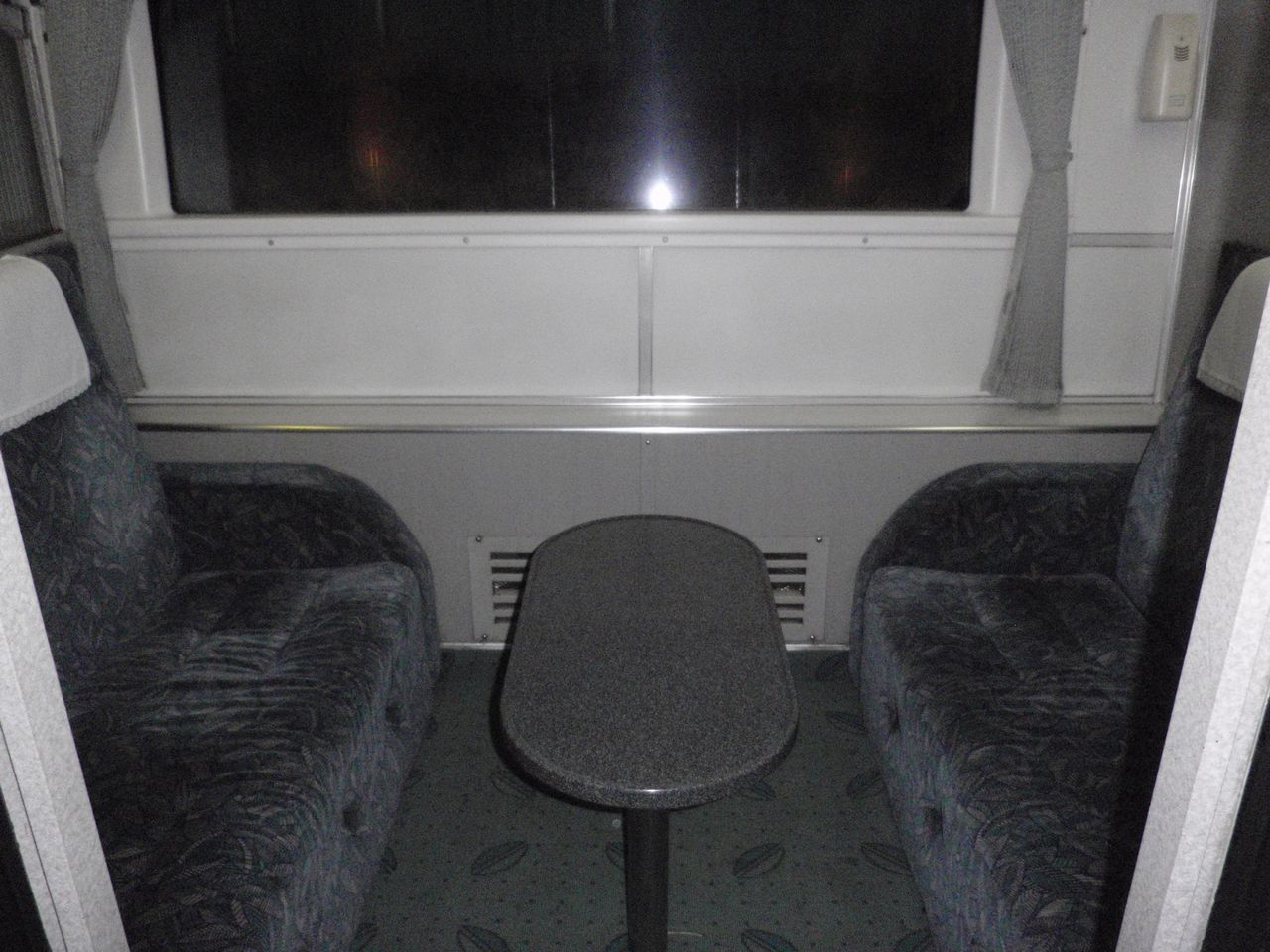
Compartiment privé.
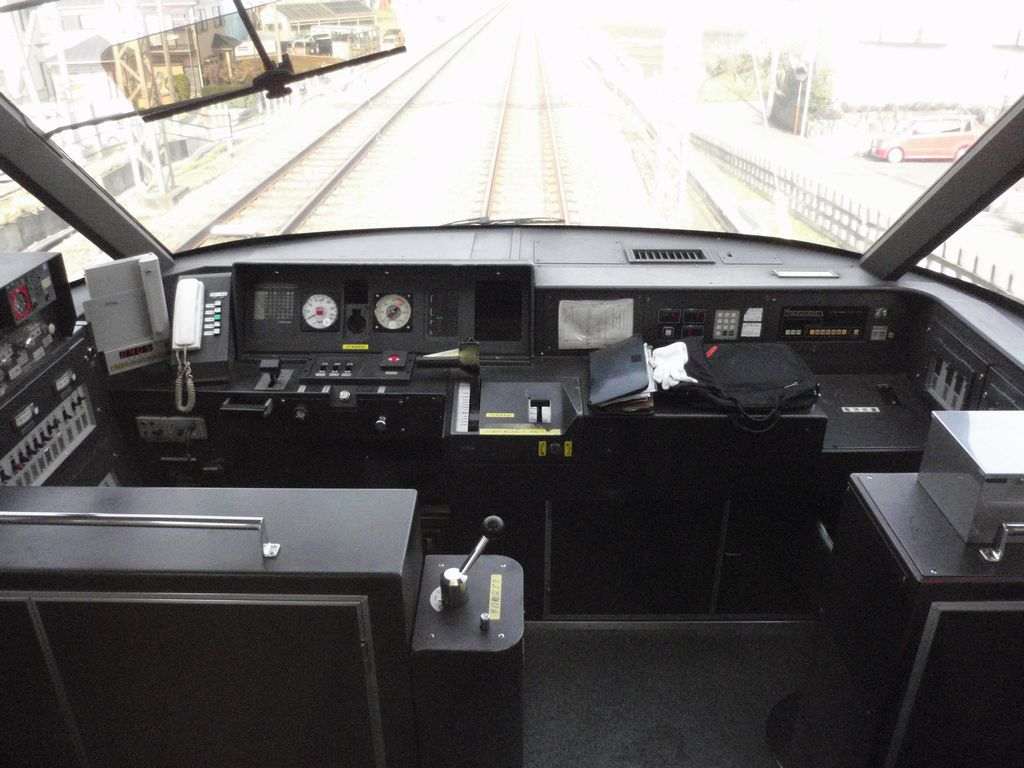
Cabine de conduite